# العلاقات الفلسطينية النيوزيلندية
العلاقات الفلسطينية النيوزيلندية هي العلاقات الثنائيّة بين دولة فلسطين وجمهورية نيوزيلندا.

## التاريخ
في 26 يونيو 2014، عُقدت الجلسة الأولى من المشاورات السياسية بين دولة فلسطين ونيوزلندا.
في 21 مارس 2023، عُقد في مقر وزارة الخارجية الفلسطينية برام الله، الجلسة الثانية من المشاورات السياسية بين البلدين.

## التمثيل الدبلوماسي
لا تمتلك نيوزيلندا بعثة دبلوماسية مُقيمة لها في فلسطين حتى الآن، ويشغل السفير كريغ لويس منصب السفير النيوزيلندي غير المقيم في فلسطين.
كما أن فلسطين لا تمتلك بعثة دبلوماسية مُقيمة لها في نيوزيلندا، بل تُقدّم خدماتها القنصلية للفلسطينيين المقيمين في نيوزيلندا من خلال البعثة العامة لفلسطين في أستراليا ونيوزيلندا ومنطقة المحيط الهادي، والتي يقع مقرها في أستراليا.
يتولى السفير الفلسطيني في أستراليا عزت عبد الهادي شؤون الجالية البعثة الفلسطينية في كل من أستراليا ونيوزيلندا كسفير غير مُقيم في نيوزيلندا. تُقدم البعثة الدبلوماسية الفلسطينية لمنطقة المحيط الهادي خدماتها للفلسطينيين الموجودين في نيوزيلندا كما تعمل على تعزيز وجودهم واندماجهم وسط المُجتمع الغربي.

## قائمة السفراء

### سفراء فلسطين
- عزت عبد الهادي

### سفراء نيوزيلندا
سفير غير مقيم ومقره سفارة نيوزيلندا لدى مصر
- كريغ لويس
- إيمي لورينسون (5 سبتمبر 2023-لا تزال).[8]